# Dulcis Iesu memoria
Dulcis Iesu memoria  – średniowieczny hymn katolicki, którego tekst przypisywany jest św. Bernardowi z Clairvaux.

## Autorstwo
Autorstwo św. Bernarda jest ogólnie przyjmowane. Niektórzy autorzy przypisują autorstwo hymnu nieznanej z imienia ksieni, powołując się na istnienie tekstu w hymnarzach jedenastowiecznych datowanych na lata jeszcze przed narodzeniem Bernarda (święty urodził się w 1090).

## Struktura hymnu
Hymn został napisany w języku łacińskim. Liczba strof jest różna w różnych manuskryptach (od 42 do 53). Każda ze strof posiada cztery wersy.

## Treść
Podmiot liryczny wyraża swoje uwielbienie dla osoby Jezusa Chrystusa obecnej pod postaciami eucharystycznymi, którą uważa za ważniejszą niż jakiekolwiek inne dobro. Jest to odniesieniem do fragmentu Psalmu 34,9 (Skosztujcie i zobaczcie, jak dobry jest Pan, szczęśliwy człowiek, który się do Niego ucieka.).

## Użycie
Trzy części hymnu używa się w liturgii godzin święta Najświętszego Imienia Jezus, obchodzonego w Kościele katolickim 3 stycznia (jako dowolne według Mszału z rzymskiego z 2002). Kolejne trzy części hymnu to: Iesu dulcis memoria (rozpoczynający nieszpory święta), Iesu rex admirabilis (rozpoczynający godzinę czytań) oraz Iesu decus angelicum (rozpoczyna jutrznię).
Hymn wykonywany jest także podczas wystawień Najświętszego Sakramentu jako pieśń uwielbienia przed lub po błogosławieństwie. Kompozytorzy w różnych epokach tworzyli utwory bazujące na melodii gregoriańskiej do hymnu Jesu Dulcis Memoria. Powstały też pieśni do słów będących tłumaczeniami tekstu łacińskiego w różnych językach (np. Jesus, Thou Joy of Loving Hearts Raya Palmera z 1858 czy Jesus, the Very Thought of Thee Edwarda Caswalla z 1849 w języku angielskim).
Do hymnu nawiązał w swym przemówieniu w Manoppello 1 września 2006 papież Benedykt XVI.

## Polskie tłumaczenia
Znany jest parafrazowany przekład łacińskiego hymnu z Kancjonału puławskiego (k. LIVr–LXr) z 1 poł. XVI w.. Tekst ten został zamieszczony w Śpiewniku kościelnym ks. Jana Siedleckiego (pierwsze wydanie w 1870). W tym samym Śpiewniku kościelnym zamieszczony został fragment hymnu Jezu Dulcis Memoria, zaczynający się od słów Rex admirabilis... w tłumaczeniu abpa Symeona z 1902.